# 요시카와 사오리

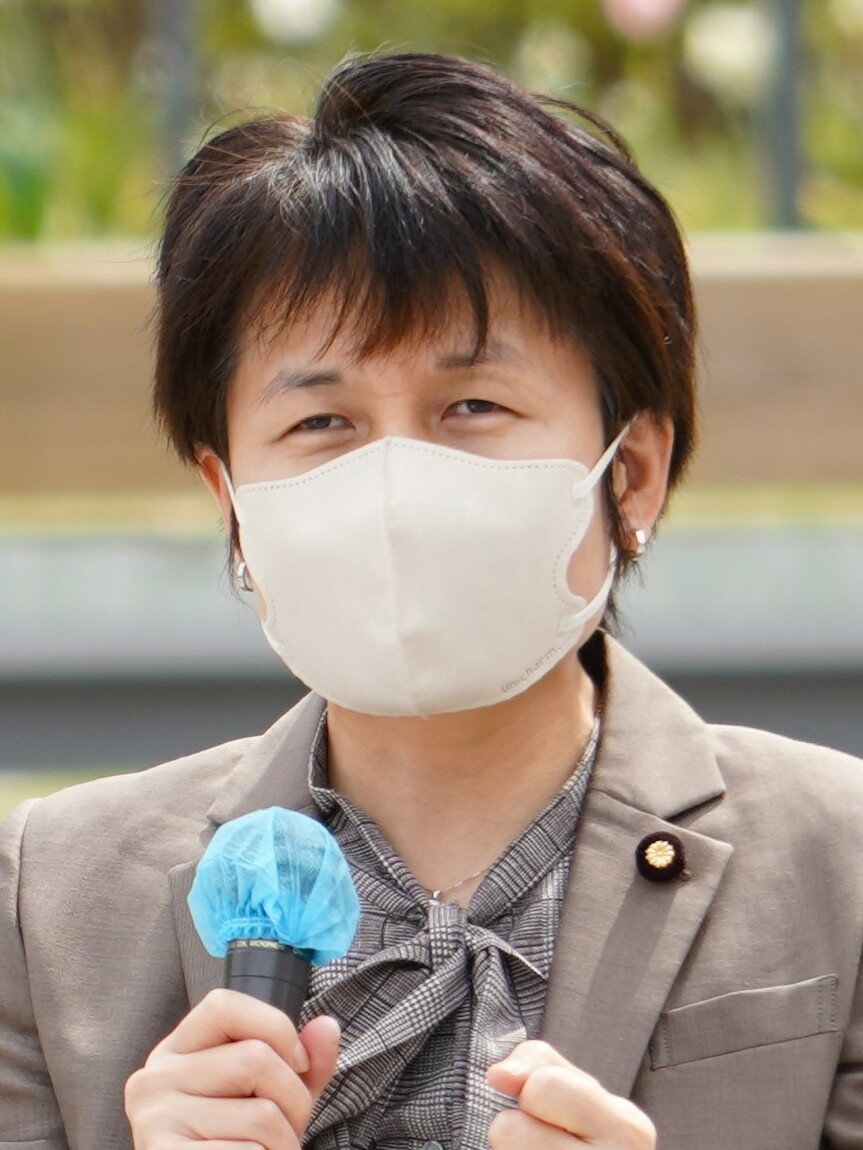

요시카와 사오리(일본어: 吉川 沙織, 1976년 10월 9일 ~ )는 일본의 정치인이다. 소속 정당은 입헌민주당이다. 일본 참의원 3선 의원, 입헌민주당 집행위원·조직위원을 역임했다.

## 경력
도쿠시마현 도쿠시마시 출신으로 기타지마정립 기타지마 소학교, 기타지마정립 기타지마 중학교를 졸업했다. 1995년 3월에 도쿠시마현립 조노우치 고등학교를 졸업했고 1995년 4월부터 1999년 3월까지 도시샤 대학 문학부 문화학과에서 교육학 과정을 전공했다. 1999년 4월에 일본전신전화(NTT)에 입사했고 오사카 지점, 법인 영업 본부, 교토 지점에서 근무했다. 2003년 3월에는 도시샤 대학 대학원에서 종합 정책 과학 연구과 박사 전기 과정을 수료했다.
2004년에 민주당 공모에 합격했고 도쿄도에서 정보산업노동조합연합회에서 근무했다. 2006년 7월에는 서일본 전신전화 주식회사(NTT 서일본)에서 퇴직했다. 2007년에 실시된 제21회 일본 참의원 의원 통상선거에서 민주당의 공천을 받아 비례대표 후보로 출마했고 민주당에서 306,577표로 2위를 차지하면서 처음 당선되었다. 2011년 9월에 일본 참의원 총무위원회 이사로 선임되었고 2012년 4월에는 일본 참의원 총무위원회 최대 이사로 선임되었다.
2013년에 실시된 제23회 일본 참의원 의원 통상선거에서 민주당의 공천을 받아 비례대표 후보로 출마했고 민주당에서 6위를 차지하면서 재선되었다. 2013년 9월에는 민주당 정조회당 대리로 선임되었고 민주당 예비 내각의 관방장관, 총무대신으로 활동했다. 2014년부터 2016년까지 일본 참의원 경제산업위원장을 역임했고 2016년 1월에는 일본 국회 의원운영위원회 최대 이사로 선임되었다.
2016년부터 민진당 소속으로 활동하다가 2018년 5월 7일에 민진당을 탈당했다. 2018년 5월 8일에는 입헌민주당 상임간사회가 그의 입당을 승인했다. 2019년에 실시된 제25회 일본 참의원 의원 통상선거에서는 입헌민주당의 공천을 받아 비례대표 후보로 출마했고 입헌민주당에서 4위를 차지하면서 3선에 성공했다.
2020년 9월 15일에는 옛 입헌민주당, 옛 국민민주당 출신 인사들이 합류하여 창당한 입헌민주당에 합류했고 같은 해 11월에는 자신의 고향인 도쿠시마현 대표 상임고문으로 임명되었다. 2021년 12월 6일에 입헌민주당이 집행 임원 12명 가운데 6명을 여성으로 하는 새로운 인사를 결정하면서 그는 집행 위원인 조직위원장에 선임되었다.